# 浅裂黄花秋海棠
浅裂黄花秋海棠（学名：Begonia flaviflora var. gamblei）是秋海棠科秋海棠属黄花秋海棠的变种。分布在印度、锡金、缅甸以及中国大陆的西藏等地，目前尚未由人工引种栽培。